# Placement de produit
 (août 2014).
Le placement de produit est une technique de publicité, qui peut être assimilée à de l'Undercover marketing et qui utilise la mise en avant d'un produit dans différents supports, généralement audiovisuels ; par exemple la mise en avant d'un modèle de voiture dans un film ou une série télévisée. Ce placement peut être indiqué par un pictogramme « P » avec la mention « peut contenir des placements de produits ». 
Le placement de produit est un moyen complémentaire aux moyens de communication traditionnels. Les annonceurs cherchent à faire parler de leur marque, soit en exposant directement celle-ci, soit par l’intermédiaire de leur produit. C'est pourquoi en général, on parle[style à revoir] de placement de marque plutôt que de placement de produit. On utilise[style à revoir] d'ailleurs le terme de branded integration deal (« contrat d’intégration de marque »).

## Histoire
Bien avant le cinéma, les comédiens des cabarets et des spectacles en tout genre utilisaient les placements produits pour les marques. On peut[style à revoir] citer la comédienne Sarah Bernhardt, posant sur une affiche de spectacle en dessous d’une mention publicitaire pour une poudre de riz.
Des artistes peintres ont également représenté dans leurs œuvres des produits dont les marques sont plus ou moins reconnaissables, Édouard Manet par exemple dans son tableau Un bar aux Folies Bergère, a peint des bouteilles de bière dont l’étiquette, bien que vue de côté, laisse reconnaître la marque. Cette technique a été reprise pour la première fois au cinéma dans un film des frères Lumière faisant figurer une marque de savon. Dans Embarquement des frères Lumières une caisse d’eau d'Évian est ainsi posée au premier plan.
Le placement de produit s’est ensuite développé à travers le cinéma à partir de la fin du XIXe siècle. Très tôt, les studios ont compris que se rapprocher des marques pouvaient leur donner accès à des accessoires et des prestations de services gratuitement.
Les films publicitaires se sont développés en parallèle, les salles de cinéma dans les années 1920 étaient le théâtre de véritables événements promotionnels de la part des marques. Un mouvement contestataire se forma pour dénoncer cette « prostitution de l’écran ». Les placements dans les films résistèrent et évoluèrent parce que le cinéma est un médium captif pour son public et donc très intéressant pour l’annonceur. Par la suite, ces placements se sont étendus à d’autres supports de communication et ont développé de nouveaux enjeux pour les marques et les producteurs. Le marketing et le divertissement se sont alors liés.
Plus récemment[Quand ?], on[Qui ?] assiste à l'explosion des placements de produits sur les réseaux sociaux. C'est un outil privilégié des entreprises qui souhaitent toucher les jeunes. Ceux-ci ont en effet fait des réseaux sociaux une source essentielle d'information et de communication dont les entreprises se saisissent comme vecteur de publicité. Les influenceurs, dont la communauté suit toute l'activité, deviennent des diffuseurs de communications commerciales, les entreprises profitant de cette popularité pour diffuser leur image de marque.
Cependant, cette pratique n'est pas sans controverse. Une enquête récente[Quand ?] menée par la Commission européenne a révélé que seulement 20 % des influenceurs signalent systématiquement leurs partenariats commerciaux, ce qui peut entraîner des sanctions légales pour pratiques commerciales trompeuses. En France, par exemple, l'absence de mention explicite comme "publicité" ou "collaboration commerciale" peut être punie par une amende allant jusqu'à 300 000 euros. Cette problématique a conduit à la mise en place de lois et de certifications pour promouvoir une influence responsable et éthique.

## Contexte

### Cadre contractuel
Pour un placement de produit, le contrat se conclut entre l’annonceur (la personne voulant faire apparaître sa marque) et le réalisateur (quel que soit le support audiovisuel).
Il existe deux types de contrat. Le premier est le contrat de placement ayant pour contrepartie un paiement de la part de l’annonceur. C’est ce type de contrat qui est le plus répandu, il représente un avantage financier non négligeable pour le réalisateur. Par exemple certains feuilletons radio des années 1930 et 1940 furent appelés soap opera précisément parce qu'ils étaient financés par des fabricants de savons pour faire la promotion de leurs produits auprès des ménagères. Le second type est le contrat de placement ayant une contrepartie autre que financière. Par exemple l’annonceur peut fournir des produits ou services pour la réalisation du film ou aider pour la communication lors du lancement du film, de la série ou du jeu vidéo. C’est ce qu’on appelle « l’échange marchandise ». L’échange de bons procédés sert davantage aux marques difficilement reconnaissables. En échange du prêt de leur produit, la marque va se servir du film à des fins promotionnelles. Par le prêt de matériel, la marque prête son produit à la production ; il s’agit en général des accessoires ou des décors qui se retrouvent dans tous les films. Ils sont suffisamment caractéristiques pour que le spectateur puisse en reconnaître la marque (par exemple : une voiture, un parfum…).

### Cadre juridique français
L'article 14-1 de la loi du 30 septembre 1986, dans sa rédaction issue de la loi du 5 mars 2009, charge le Conseil supérieur de l’audiovisuel de fixer les conditions dans lesquelles les programmes des services de communication audiovisuelle peuvent comporter du placement de produit. Le placement de produit est autorisé dans les œuvres cinématographiques, et depuis février 2010 les fictions audiovisuelles et les vidéoclips, sauf lorsque celles-ci sont destinées aux enfants. De manière générale et pour quelque média que ce soit, les annonceurs sont tenus de respecter en matière de publicités les dispositions du Code de la consommation. Ils sont donc tenus de ne pas générer une confusion dans l’esprit du public ni tirer profit de la marque d’un concurrent ; ils ne doivent pas induire le consommateur en erreur et enfin ils doivent respecter les critères de publicité comparative.
À la télévision, certains produits ne peuvent pas faire l’objet d’un placement de produit, c’est le cas de certaines boissons alcoolisées, du tabac, des médicaments, des armes à feu et des préparations pour nourrissons. De plus, il est obligatoire que les téléspectateurs soient prévenus du placement de produit à chaque début de programme, après chaque interruption publicitaire puis, pendant toute la durée du générique à la fin du programme, cela au moyen d’un pictogramme. Seuls 15 % des spectateurs ont repéré et compris le sens de ce pictogramme. Pour les œuvres cinématographiques en France, le placement de produit est une technique tolérée. C’est pourquoi on peut voir apparaître certains produits tels que l’alcool ou le tabac, pourtant interdits dans la publicité ou la télévision.
Pendant quelque temps, les placements de produits sur les médias sociaux ont échappé aux régulations traditionnelles en matière de publicité en profitant de leur singularité. Mais cette « dissimulation » est de moins en moins possible à mesure que ce nouveau support de placements de produit prend de l'ampleur. En effet, l'explosion de ce marché a conduit les divers régulateurs à se pencher sur le problème en modernisant l'applicabilité de leurs textes et en mettant en place de nouvelles dispositions pour s'y adapter.
Dans le cas d'un contrat ayant pour contrepartie un paiement, le prix que peut déverser un annonceur pour placer son produit ou sa marque dans un support audiovisuel, varie selon de nombreux critères. Par exemple : la durée d’apparition de la marque, la manipulation du produit ou non, le degré de présence de la marque , etc. En fonction de ces critères, les prix peuvent aller de 10 000 dollars à 60 000 dollars. En France, pour une série cela peut aller de 5 000 à 300 000 euros. Il peut arriver que l'annonceur ne donne pas directement de l'argent à la production mais préfère fournir des véhicules gratuitement. Ce fut le cas par exemple pour le film Taxi 2 avec Peugeot comme partenaire.
Pour le film Sex and the city sorti en 2008, 163 marques apparaissent à l'écran ; par contre seuls huit sponsors sont retenus pour un partenariat au niveau mondial, le coût pour ces marques étant supérieur à 23 millions de dollars, En France, en 2020, le nouveau projet de loi sur l'audiovisuel envisage de rendre accessibles les placements de produits au sein des émissions de flux[réf. nécessaire].

## Caractéristiques

### Définitions
Le placement de marque consiste à insérer un nom de marque, ou un produit facilement identifiable comme appartenant à cette marque, au sein d’un film. Les annonceurs qui ont recours à ce type de publicité choisissent le degré d’apparition de leur marque. En effet, le placement de produit, dans un film, est plus ou moins fort selon trois caractéristiques :
- La proéminence : capacité d’une marque à attirer l’attention du spectateur, notamment par la taille du placement, sa localisation à l’écran et sa durée d’exposition.
- La nature audiovisuelle : le produit ou la marque placé(e) peut être cité(e) oralement (placement audio) ou non (placement visuel).
- L’intégration : degré de connexion entre le produit et l‘action. Le produit sera intégré s’il tient une place importante dans le scénario du film.

#### Types de placement au cinéma
Il existe plusieurs types de placement de produits dans les films. Les quatre types les plus utilisés sont la citation visuelle ou orale, la consommation de produit, le placement de produit a posteriori et le double placement.
Lors de la pré-production, un contrat est signé par les deux parties et un placement de la marque ou du produit est clairement notifié et inséré dans le scénario.
Le placement peut être visuel ou sonore, ou bien les deux.
- Le placement « classique » consiste à faire apparaître un produit dans le champ de la caméra.
- Le placement « institutionnel » privilégie la marque au produit. Il n’y a donc pas le soutien matériel du produit qui risque de faire passer plus inaperçu le placement. La marque peut apparaître dans le décor sur un panneau publicitaire, grâce au balayage de la caméra sur une enseigne ou peut être mentionnée par un acteur. Par exemple, dans Austin Powers dans Goldmember (2002) les noms MTV et Cadillac sont cités par des personnages[22]. Ce placement permet de communiquer sur tous les produits de la marque et présente l’avantage d’être plus pérenne qu’un produit.
- Le placement « évocateur » ne fait ni apparaitre ni entendre la marque. Il est donc préférable d’y avoir recours pour des produits assez originaux et distinctifs, qui sont facilement repérables par la cible sans avoir été vus ou entendus au préalable.
- Le placement « furtif » est un placement discret par lequel le nom de la marque n’est ni cité, ni vu. Il risque donc de passer inaperçu. Mais bien intégrée à la scène, sa présence naturelle déclenche une force de conviction plus puissante lors de son identification.

En règle générale, pour que le placement soit accepté, et bien perçu, il faut éviter deux placements extrêmes c'est-à-dire soit placer le produit trop manifestement pour la publicité ou soit le placer d’une telle manière que sa présence trop naturelle passe inaperçue.

#### Citation visuelle ou orale
Le placement de produit le plus courant est la citation visuelle. Dans ce premier cas, le produit est tout simplement exposé à l’écran, en plan plus ou moins large (exemple : le téléphone portable Nokia dans 15 août). Largement demandée par les annonceurs également, la citation orale. Celle-ci est généralement utilisée en accentuation de la citation visuelle (exemple : dans Au plus près du paradis, Catherine Deneuve dit : « Elle est superbe, ta montre. C’est une Jaeger-LeCoultre »).

#### Consommation de produits
En plus d’être présent oralement et visuellement, le produit placé peut également jouer un rôle actif. Dans ce cas, l’un des personnages du film consomme ou utilise le produit en question. Exemple : dans Michel Vaillant, le héros et ses compagnons déjeunent dans un McDonald’s et plus tard vont chez Total pour faire le plein de leurs voitures de course.
60 % des spectateurs remarquent plus un produit à l’écran si celui-ci est utilisé concrètement dans l’action.

#### Placement de produit a posteriori
Certains produits, à l’origine fictifs, sont ensuite créés réellement et font donc l’objet d’un placement a posteriori. Dans le film Forrest Gump, un commerce de crevette est inventé de toutes pièces. Néanmoins, quelque temps après, un industriel achète le logo de ce commerce imaginaire pour l’assimiler à ses propres crustacés. La chaîne de restaurants Bubba Gump Shrimp Company sera également créée à la suite du film.

#### Placement avec «mise en abyme» ou double placement
Un placement de marque moins courant et pourtant efficace est le placement utilisant une mise en abyme. Si l'on place la couverture d’un magazine dans un film (première marque placée), on peut également placer une autre publicité en quatrième de couverture de ce magazine (deuxième marque placée). En un seul produit, deux marques apparaissent donc aux yeux du spectateur.

### Efficacité marketing
L'objectif du placement de marque consiste à encourager le souvenir d’une marque et de son produit. Le placement de produit, pour certains annonceurs, serait même à l’origine d’un changement d’attitude. Même si cela parait difficile à mesurer, il existe une possibilité que la vision d’un produit à l’écran influence le futur comportement d’achat du consommateur. La présence à l’écran permet donc à la marque de construire son image et de créer, conforter et régénérer sa notoriété. De plus, elle permet de renforcer son capital sympathie. Le placement de marque permet également de se différencier de ses concurrents. Dans une société où les offres se multiplient, les consommateurs privilégient les marques qu’ils connaissent, qu’ils ont vues et entendues.
Le placement de produit au sein d’un film est un investissement à long terme car c’est une publicité qui s’inscrit dans la durée (le film dans lequel la marque est présente sera vu une fois au cinéma, puis revu plusieurs fois en DVD ou Blu-Ray, en diffusion télévisée, etc.). Le placement de marque est donc un atout intéressant qui vient compléter les techniques marketing : le placement incite le spectateur à se souvenir d’une marque, puis la communication traditionnelle prend le relais et cherche à persuader le consommateur d’acheter le produit.
Les annonceurs se disent globalement satisfaits de leurs opérations de placements de produits. Ils tirent un bilan positif de leurs opérations de placements de produits sur des critères de visibilité (73 %), d'image (73 %) et de notoriété (64 %), et estiment que les atouts majeurs du placement sont sa capacité à mettre en situation leurs produits (80 %) et à leur faire bénéficier de l’image du programme et/ou des acteurs (64 %).
Les études réalisées sur des spectateurs ayant été exposés à des placements de produits montrent l'impact de ce mode de communication, notamment en comparant leurs réponses à celles de personnes non-exposées : gain de notoriété de la marque (+15 %), intention de se renseigner sur le produit (+21 %), gain de recommander la marque à des proches (+28 %), et intention d'acheter le produit vu à l'écran (2 fois supérieure à celle provoquée par un spot télévisé). 75 % des spectateurs trouvent que la présence d’une marque à l’écran a un impact sur l’image de la marque et sur l’envie d’acheter le produit en question.
Plusieurs éléments favorisent la réussite d’un placement de marque dans un film :
- Le souvenir spontané d’un placement de marque augmente avec le temps d’exposition du placement.
- Un placement de marque génère plus de souvenirs spontanés si la marque apparaît au centre de l’écran que si elle apparaît en périphérie.
- Le souvenir spontané d’un placement de marque diminue avec le nombre de marques qui apparaissent simultanément à l’écran.
- Un placement de marque génère plus de souvenirs spontanés si la marque : est citée, est en contact avec le héros, participe à l'action, ou apparaît en même temps que le produit.

Des études mesurent cela très précisément : l'utilisation du produit augmente l'impact du placement de 20 %, un rôle du produit dans l'action (+ 30 %), les qualités du produit vantées par un personnage (+ 45 %), et un rôle dans l'action + les qualités vantées par un personnage (+80 %).

### Limites
L’efficacité du placement de produit reste subjective et difficile à mesurer, mais des outils pertinents existent. Il n’est pas évident d’établir une corrélation entre le placement d’un produit dans un film et la consommation de ce produit. Par ailleurs, même si le placement d’une marque optimise le souvenir, cela ne suffit pas à l’achat de celle-ci.
La mémorisation et la notoriété envers une marque ne dépend pas toujours de la volonté de l’annonceur, mais bien de la réussite du film. Il est donc nécessaire de collaborer avec des films à fort potentiel commercial. De plus, il y a de grandes chances pour que le produit soit associé à une scène du film ou à une émotion ressentie. À mauvaise situation, mauvaise image du produit. Une marque ne peut donc pas apparaitre n’importe quand.
Par ailleurs, il faut éviter les « films-sandwich » dans lesquels apparaît un trop grand nombre de marques. Plus la marque placée sera unique, plus le spectateur y sera attentif et plus à même de s’en souvenir. Alors que si trop de marques différentes apparaissent, le spectateur risque de confondre les produits.
Le placement de produit est parfois freiné par un conflit d’intérêt entre l’annonceur et le cinéaste. En effet, le premier souhaite avant tout montrer son produit et véhiculer une image positive de sa marque, alors que le second a l’habitude de prendre toutes les décisions, c’est-à-dire également celles concernant l’apparition du produit ou de la marque.
Une dernière limite, non des moindres, concerne le manque de sélection de l’audience. Il est difficile de prédire quel public sera sujet à regarder le film support, et ainsi, à repérer le placement de produit. De plus, même si le produit placé est visualisé par le spectateur cible, celui-ci, plongé dans l’intrigue du film, peut ne pas se rendre compte du placement et passer outre à la marque citée.

## Dans les médias autres qu'audiovisuels

### Jeux vidéo
Le placement dans les jeux vidéo, aussi appelé in-game advertising est de plus en plus utilisé. Ce marché représentait 77 millions de dollars en 2006. Par ce procédé, les marques apparaissent sur les panneaux publicitaires en tant que sponsors dans les jeux sportifs, dans une scène ou encore  font partie intégrante des scénarios. Alors que Powerade et starbucks Coffee sont présents dans les rues de Londres dans « London Taxi » un téléphone Nokia permet d’accomplir la mission dans Splinter Cell Double Agent. 1
Deux types de publicités sont utilisés en fonction du support :
Les jeux sur Cd-rom  et autres support unique utilisent la publicité statique, alors que les jeux en ligne utilisent la publicité dite dynamique. Ces publicités peuvent être modifiées en temps réel et adaptées aux goûts, habitudes voire aux différents parcours/ évolution des joueurs.

### Paroles de chanson
Le fait qu’une marque s’associe à la promotion d’un chanteur ou d’un musicien n’est pas rare. En 2006 par exemple, Absolut Vodka proposa un téléchargement exclusif de la chanson Breath de Lenny Kravitz sur son site internet dans le cadre d’une vaste opération promotionnelle « Absolut Kravitz ».
Cependant, les cas marketing les plus intéressants en la matière revient aux rappeurs américains qui usent de la citation de marques dans leurs chansons pour les ancrer dans le monde réel de la société de consommation. Aux États-Unis, l’investissement en placement de produit de cette sorte est évalué à 30,4 Millions de dollars, que ce soit pour encenser ou critiquer les marques. Il s’agit le plus souvent de marques haut de gamme ou de luxe comme les vêtements, les alcools et les voitures.
Le chanteur Jay Z cite ainsi Versace et Guess dès 1997, ainsi que Cristal, Rolex, et Cartier dans une autre chanson de la même année.

### Romans et pièces de théâtre
Le placement de produits dans certains romans peut paraître très logique puisqu’il aide à décrire un personnage de manière précise, à l’ancrer dans un univers social et dans une réalité tangible, c’est alors une aide au développement de l’imagerie mentale venant supporter le récit.
Contre rétribution financière ou non, nombreux sont les auteurs de romans ou pièce de théâtre à user de ce moyen pour faire une économie de description en parlant directement à l’imaginaire du lecteur connaissant la marque.
Ainsi Dan Brown dans son best-seller Da Vinci Code en 2003 a introduit de nombreuses marques automobiles : Citroën, Mercedes-Benz, BMW, Audi, Rolls-Royce, Aston Martin, Porsche, Ferrari mais aussi des marques d’autres domaines comme Heckler & Koch, Smirnoff et l’hôtel Ritz. Les placements sont de plus en plus nombreux dans les livres et tout particulièrement les romans. L’investissement pour la littérature américaine a été évalué à 26,6 millions de dollars.

### Réseaux sociaux
Que ce soit sur Instagram, YouTube ou bien Snapchat, les influenceurs profitent aujourd'hui de leur notoriété pour mettre en avant le produit de certaines marques dans leurs publications (vidéos, stories, photos, articles…). Profitable aux entreprises qui souhaitent promouvoir un produit auprès des jeunes, le marketing digital fait désormais partie intégrante de leur stratégie commerciale. Aujourd'hui, un jeune passe en moyenne 1h30 de sa journée sur les réseaux sociaux, ce qui constitue une opportunité considérable pour les entreprises.
Cette collaboration est un échange gagnant-gagnant avec les influenceurs puisqu'ils reçoivent une rémunération pour les placements de produits qu'ils font. Mais si celle-ci représente une source de revenus non négligeable pour certains qui peuvent en vivre, parfois confortablement, une majorité des influenceurs n'ont pas cette chance et les rémunérations qu'ils perçoivent pour leurs placements ne constituent pas un revenu suffisant. Cette activité est alors pour eux une activité annexe, en plus d'un emploi.
Le placement de produit - que ce soit avec les influenceurs ou dans d'autres media - est aussi soumis aux mêmes règles que la publicité (Loi Evin, PNNS, transparence) - cf recommandations ARPP.

## Impacts dans la réalité
Dans Le Placard, le placement de produit est un moyen de communication efficace qui sera suivi d’une grande campagne publicitaire. En effet, dans ce film, le héros est le cadre supérieur d’une usine de préservatifs, à laquelle la marque Protex est étroitement liée. Et à la sortie du film, 17 000 pharmacies françaises arboraient des panneaux à l’effigie de la marque avec ce slogan : « Sortez-les du placard ».
Autre exemple, grâce au film Les Visiteurs 2 et au moment où un des personnages clés découvre le chocolat à travers la tablette de la marque Crunch. Nestlé voit la part de marché de sa tablette chocolatée Crunch quasiment doubler après l’opération de promotion croisée alliant la marque et le film.

## Perception du consommateur

### Pratique acceptée
Les spectateurs apprécient de voir les marques à l’écran pour plus de 69 % des sondés. Et l’adhésion augmente encore chez les 14-24 ans. Ils sont également plus de 78 % à voir les marques placées, et 74 % chez les 35-49 ans. Lorsque l'on[Qui ?] interroge les Français sur leur perception du placement de produits en tant que mode de communication, 31 % le qualifient de « moderne » et 26 % de « naturel ».
Le placement de produit est donc relativement bien accepté par le public, c’est une manière subtile de communiquer sur une marque ou un produit, et les consommateurs ne prennent pas forcément conscience qu’ils sont face à de la publicité. Cette technique de communication est acceptée par les consommateurs car elle favorise le réalisme, notamment dans les films, en effet le spectateur s’immerge plus facilement dans l’œuvre cinématographique, il se sentira plus proche du ou des héros. 96 % du public reconnait que le placement de produit n'interfère pas avec la créativité et la qualité du film,

### Pratique controversée
Le placement de produit est une pratique controversée puisque le spectateur est forcé de regarder la publicité. En effet, dans une salle de cinéma le spectateur ne peut pas zapper la publicité d’une marque pendant un film, il y sera attentif malgré lui. Le spectateur étant captivé par l’intrigue, il ne se rend pas toujours compte qu’il est la cible d’un message publicitaire détourné.

## Dérivés

### Branded entertainment
Il existe plusieurs techniques de placement de produits :
- Branded entertainment : cela consiste à placer la marque dans un univers de divertissement (pas seulement dans le cinéma)[6].
- Audio branding : illustration et association sonore et/ou musicale d'un film (pouvant contenir des produits placés) ou une publicité (à rapprocher de l'identité sonore).
- Placement intégré : c’est lorsque le produit ou la marque joue un rôle central, c’est-à-dire que le récit s’appuie sur sa présence, de quelque manière que ce soit[20].

### Publicité subliminale
Ce procédé peut être public ou caché, on est alors proche de la publicité clandestine ou publicité subliminale. On peut définir la publicité subliminale comme étant une technique publicitaire qui consiste à insérer un message visuel et/ou sonore, qui ne peut être consciemment perçu par le spectateur, mais qui est censé frapper son subconscient.
Attention, il ne faut pas confondre la publicité subliminale qui fait appel à la mémoire implicite avec le placement de produit qui lui est un moyen de communication explicite.
La commission Européenne admet que le placement de produit est interdit s’il peut être assimilé à une publicité subliminale.